# Crkovnica
Crkovnica (cyr. Црковница) – wieś w Serbii, w okręgu jablanickim, w mieście Leskovac. W 2011 roku liczyła 78 mieszkańców.